# Ernst Herhaus
Ernst Herhaus (* 6. Februar 1932 in Ründeroth / Bergisches Land; † 12. März 2010 in Kreuzlingen, Schweiz), auch bekannt unter seinen Pseudonymen Eugenio Benedetti und Clemens Fettmilch, war ein deutscher Schriftsteller.

## Leben
Ernst Herhaus wuchs im Bergischen Land auf. Nach der Mittleren Reife absolvierte er eine Verwaltungslehre und arbeitete als Verwaltungsangestellter in einem Krankenhaus. 1954 beendete er – inzwischen zum Alkoholiker geworden – seine bürgerliche Existenz und begann ein rastloses Leben, das ihn nach München, Paris, Frankfurt am Main, Wien und Zürich führte. Er übte Gelegenheitsarbeiten aus und war Gasthörer bei akademischen Vorlesungen, unter anderem bei Adorno und Horkheimer. Daneben verfolgte Herhaus, soweit es seine Alkoholsucht zuließ, weiter das Ziel, Schriftsteller zu werden. 1965 ließ er sich in Frankfurt nieder, wo er als Angestellter in einem Verlag arbeitete.
Herhaus’ Romandebüt Die homburgische Hochzeit, die fiktive Niederschrift eines aus der Provinz stammenden Insassen der Frankfurter Nervenklinik, der als Vertriebsmann in den boomenden 1960er Jahren in der Großstadt tätig war und geheilt entlassen wird, erhielt wegen seines Stils und der sich darin offenbarenden, an Günter Grass erinnernden Fabulierlust des Autors überwiegend positive Kritiken. Die Frankfurter Szene wird dabei hart karikiert. Diesem Höhepunkt folgte, bedingt durch ständige Rückfälle in den Alkoholismus, in den nächsten Werken ein steiler künstlerischer Abstieg. 1972 veröffentlichte Herhaus – gemeinsam mit dem Verleger Jörg Schröder – ein Enthüllungsbuch über den deutschen Literaturbetrieb aus Schröders Sicht. Beide Autoren erhielten eine Reihe von einstweiligen Verfügungen. Herhaus’ Alkoholsucht hatte inzwischen lebensbedrohliche Formen angenommen. Im Rahmen und mit Hilfe der Selbsthilfegruppe Anonyme Alkoholiker vermochte es Herhaus im Jahr 1973, sich auf Dauer von seiner Sucht zu lösen.
Die Befreiung vom Alkohol verarbeitete Herhaus in den darauffolgenden Jahren in einer literarischen Trilogie, in denen er unter anderem Ernst Jünger und die mittelalterliche englische Nonne Juliana von Norwich als geistige Helfer bei der Überwindung seiner Abhängigkeit nannte. Nach einer Amerikareise im Jahre 1979 entstand Herhaus’ letzter Roman „Wolfsmantel“, der von der Kritik als misslungener Versuch eines historischen Romans angesehen wurde. Herhaus, der später in Freiburg im Breisgau und in der Schweiz lebte, hat seitdem nur noch sporadisch veröffentlicht.
Ernst Herhaus war seit 1970 Mitglied des PEN-Zentrums der Bundesrepublik Deutschland. 1980 war er Gastprofessor an der University of Florida in Gainesville. 1985 bekam er ein Stipendium des Deutschen Literaturfonds.
Ernst Herhaus erwarb das Schweizer Bürgerrecht. Seine letzte Ruhestätte fand er auf dem Zentralfriedhof von Kreuzlingen.

## Werke
- Die homburgische Hochzeit. Piper, München 1967
- Roman eines Bürgers. München 1968
- Der Dummkopf. Frankfurt 1970 (unter dem Namen Clemens Fettmilch)
- Die Eiszeit. München 1970
- Die heilige Familie. Frankfurt 1970 (unter dem Namen Eugenio Benedetti)
- Kinderbuch für kommende Revolutionäre. München 1970
- Notizen während der Abschaffung des Denkens. Frankfurt 1970
- Siegfried. Jörg Schröder erzählt E. H. März, Frankfurt 1972. Zahlreiche Neuauflagen, zuletzt: im Verlag Schöffling & Co., Frankfurt 2018 mit einem Anhang mit zahlreichen Abbildungen. Gesamtauflage 105 Tsd. Aufl. ab 1975 gerichtlich zensiert
  - Rezension: Dieter E. Zimmer: Ein Unikum von Enthüllungsbuch. Bombe im gelben Umschlag. Jörg Schröder, Chef des März-Verlags, rechnet mit seiner Vergangenheit ab in: Die Zeit Nr. 41, 13. Oktober 1972, S. 31.[2]
- Kapitulation. München 1977
- Der zerbrochene Schlaf. München 1978
- Gebete in die Gottesferne. München 1979
- Der Wolfsmantel. Zürich 1983
- Phänomen Bruckner. Hörfragmente Büchse der Pandora, Wetzlar 1995, ISBN 3-88178-110-2.
- Das Innere der Nacht. Kreuzlingen 2002
- Meine Masken. Zum 70. Geburtstag des Dichters am 6. Februar 2002. Signathur, Dozwil 2002, (deutsch & engl.), ISBN 3-90814118-4.

## Als Herausgeber
- Stationen. München 1964 (zusammen mit Klaus Piper)